# Spectravideo SVI-738
Spectravideo SVI–738 X’press – komputer ośmiobitowy zgodny ze standardem MSX. Cechował się rozszerzonymi możliwościami w stosunku do tego standardu. Jeden z niewielu komputerów osobistych dostępnych w komunistycznej Polsce za złotówki w państwowej sieci sprzedaży.
Sprzedawany przez przedsiębiorstwo Spectravideo International Ltd z Hongkongu w latach 80. XX wieku.
W 1986 roku 2000 sztuk komputerów było dostępnych w sklepach Centralnej Składnicy Harcerskiej w cenie 440 000 PLZ.
Dostępny był również osprzęt do komputera, w tym firm trzecich:
| Opis                             | Cena PLZ | Ilość |
| -------------------------------- | -------- | ----- |
| Stacja dysków BW 112 5¼″         | 220 000  | 400   |
| Monitor monochromatyczny TTL 12″ | 94 000   | 1700  |
| Monitor kolorowy DCM–414 13″     | 262 000  | 300   |
| Drukarka GLP                     | 300 000  | 1000  |
| Magnetofon kasetowy SVI–767      | 33 000   | 200   |
| Ploter Sony                      | 415 000  | 300   |
| Rozszerzenie pamięci 64 KiB      | 57 000   | 100   |
| Paczka 10 szt. dyskietek 3½″     | 36 000   | 4000  |

Średnia płaca w tym roku wynosiła 24 095 PLZ.
Dla porównania ceny wolnorynkowe na giełdzie komputerowej z października 1986 roku.
- ZX Spectrum: 70 000–80 000 PLZ
- Commodore 64: 140 000–150 000 PLZ
- Atari 800XL: 65 000–80 000 PLZ
- Amstrad CPC6128 z monitorem mono: 350 000–390 000 PLZ

Komputer był droższy od innych popularnych komputerów domowych. Amstrad 6128 o porównywalnych parametrach: wbudowana stacja dysków, tryb 80 znakowy i obsługującym system CP/M był tańszy w zestawie z monitorem.
W Polsce komputery MSX były nieznane. Brak było dostępu do literatury i oprogramowania. Te braki można było częściowo zrekompensować, używając systemu CP/M.

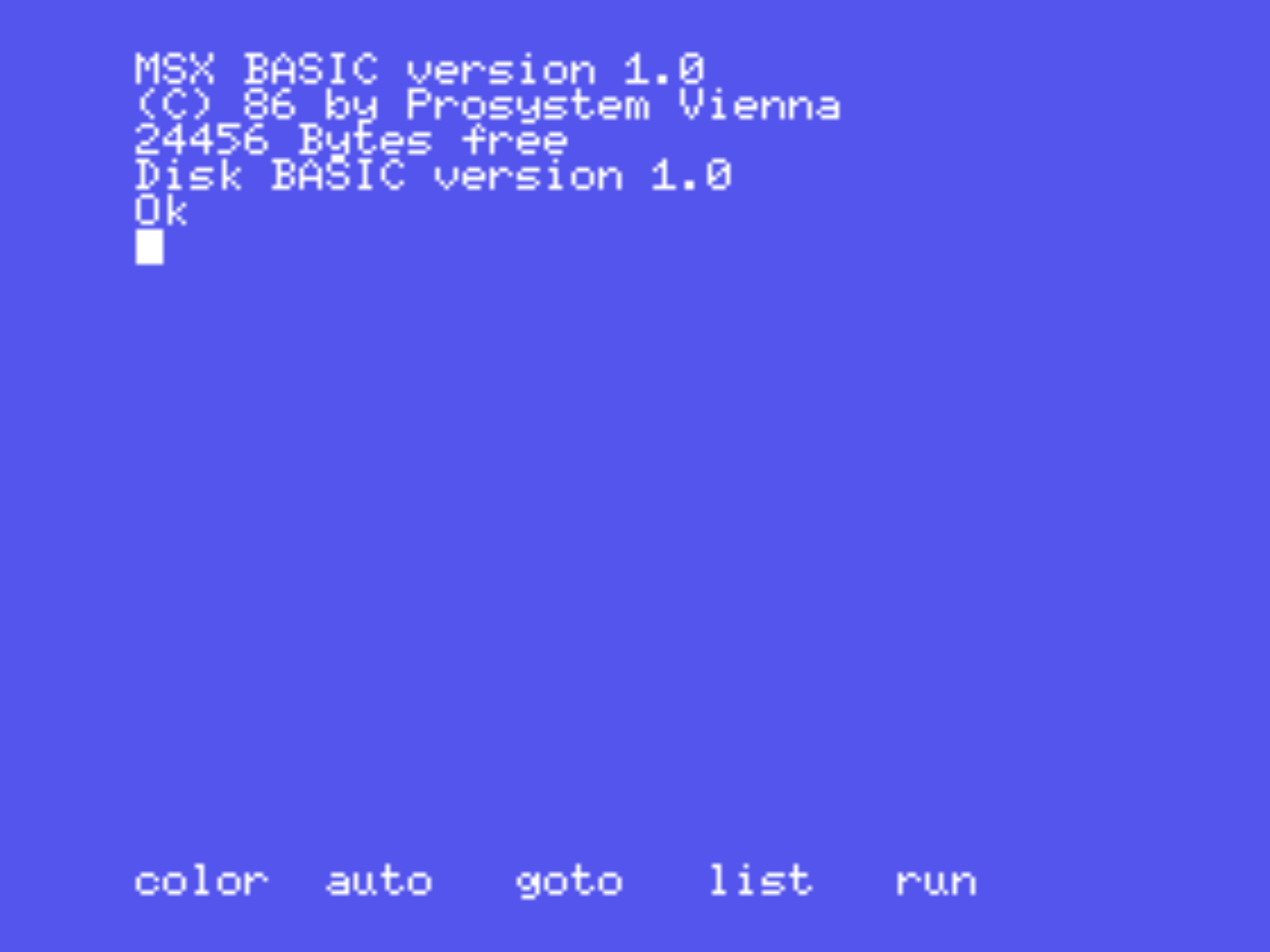
Ekran startowy BASIC komputerów rozprowadzanych przez Centralną Składnicę Harcerską. Widoczny tekst Prosystem Vienna zamiast Microsoft.

Egzemplarze rozprowadzane przez Centralną Składnicę  Harcerską (oprócz pierwszych 200) miały polską klawiaturę. Było to dość nietypowe rozwiązanie, oznaczenia z polskimi znakami Ą, Ć, Ę, Ł, Ń, Ś, Ż (ale nie Ó i Ź) naklejono na odpowiadające im klawisze z litarami łacińskimi. W efekcie na klawiaturze nie było widocznych znaków A, C, E, L, N, S, Z. Oprócz tego zmodyfikowano generator znaków w ROM tak by poprawnie wyświetlać polskie litery na ekrane. Uzyskiwano je równocześnie naciskając klawisz GRAPH lub CODE i odpowiedną literę łacińską (oprócz ź dla której należało nacisnąć klawisz X).
Modyfikacje zostały wykonane przez przedsiębiorstwo Prosystem Vienna. Zamieniło on również tekst na ekranie startowym i Basic z Copyright 1983 by Microsoft na (C) 86 by Prosystem Vienna. Ponaddto na ekranie startowym napis MSX na MSXp.

## Specyfikacja techniczna
Komputer posiadał pełnowymiarową klawiaturę z blokiem numerycznym, klawiszami kursora i funkcyjnymi. Z tyłu obudowy znajdował się uchwyt do przenoszenia lub służący jako podstawka .
Jego parametry były wyższe niż wymagał tego standard MSX. Osiągnięto to dzięki użyciu komponentów, które znalazły się w specyfikacji MSX2, aczkolwiek komputer nie był z nim kompatybilny.
Komputer zbudowany był w oparciu o procesor Zilog Z80 taktowany zegarem 3,58 MHz, co było typowe dla standardu MSX. Pamięć stanowiło 80 KiB RAM w tym 16 KiB osobnej pamięci video . W 56 KiB pamięci ROM mieścił się MSX BASIC (32 KiB) i procedury do obsługi stacji dysków (16 KiB) i RS232 (8 KiB) .
Za generowanie obrazu odpowiadał układ Yamaha V9938 który był używany później w komputerach MSX2. Był on kompatybilny wstecz z układem Texas Instruments TMS9918 będącym standardem dla MSX1. Istniały wersje PAL i NTSC . Oprócz typowych trybów MSX1 (256×192 pikseli w 16 kolorach, 40×24 znaków; znaki definiowane w matrycy 6×8 pikseli, 32×24 znaków; znaki definiowane w matrycy 8×8 pikseli) dostępny był dodatkowy tryb znakowy (inne dodatkowe tryby nie były dostępne ze względu na użycie tylko 16 KiB video RAM) – 80×24 znaków; znaki definiowane w matrycy 6×8 pikseli.
Możliwości dźwiękowe były jak dla standardu MSX1 i MSX2: 3 niezależne kanały obsługiwane przez układ General Instrument AY-3-8910 .
Posiadał wbudowaną stację dysków 3½″ o pojemności 360 KiB. Oprócz tego można było bezpośrednio podłączyć zewnętrzną stację dysków do wbudowanego kontrolera .

### MSX2
Istniała możliwość przerobienia komputera tak, by był zgodny ze standardem MSX2. Zmiany obejmowały:
- rozszerzenie video RAM z 16 do 64 KiB
- wymiana zawartości ROM na wersję ROM MSX2

### Złącza[6]
- gniazdo do podłączenia TV przez przewód antenowy
- gniazdo audio i video do podłączenia monitora
- gniazdo zewnętrznej stacji dysków
- port Centronics do podłączenia drukarki
- port szeregowy RS232
- gniazda do podłączenia magnetofonu
- gniazdo kartridża MSX lub innych rozszerzeń
- 2 gniazda dżojstików
- gniazdo do podłączenia zewnętrznego zasilacza

### Urządzenia peryferyjne[9]
Urządzenia oferowane przez producenta:
- SVI–747 rozszerzenie pamięci 64 KiB; umieszczane w slocie kartridża
- SVI–777 pamięć taśmowa o pojemności 80 KiB
- SVI–808 modem
- SVI–105M tablet
- SVI–105M zewnętrzna stacja dysków 3½″
- SVI–767 magnetofon
- SVI–709 karta sieciowa; umieszczana w slocie kartridża